# Pentekostalizm w Hondurasie
Pentekostalizm w Hondurasie – społeczność zielonoświątkowców w Hondurasie, będący drugą siłą religijną i stanowiący ponad 30% populacji. Zielonoświątkowcy są najszybciej wzrastającym protestanckim ugrupowaniem.

## Historia
Pierwsi zielonoświątkowi misjonarze pojawili się w roku 1931. Misjonarze ze Zborów Bożych pojawili się w końcu lat 40., z Kościoła Bożego w 1944 roku, z Kościoła Poczwórnej Ewangelii w 1952. W 1956 José María Muñoz założył Iglesia Pentecostal Príncipe de Paz w Gwatemali .
W latach 60. pentekostalizm stał się zauważalnym ugrupowaniem. Liturgia oraz doktryna zielonoświątkowa została określona w latach 70. Wtedy też zaczyna się bujny rozwój pentekostalizmu. Po roku 1990 rozwija się neopentekostalizm.
Zielonoświątkowców z Hondurasu cechuje syjonizm, w eschatologii stosują dyspensacjonalizm.
W latach 70. pojawił się ruch charyzmatyczny w Kościele katolickim .

## Statystyki
Zachodzą duże niezgodności odnośnie do danych statystycznych. Według Prolades w roku 2007 katolicy stanowili 47%, a protestanci 36,0% społeczeństwa . Według „National Catholic Reporter” w 2007 roku zielonoświątkowcy stanowili 35%, a według samych zielonoświątkowców około 50% .
Zielonoświątkowe denominacje :
- Iglesia Internacional del Evangelio Cuadrangular (Kościół Poczwórnej Ewangelii) – 77 tysięcy wiernych, 325 zborów
- Iglesia de Dios Evangelio Completo (Kościół Boży Pełnej Ewangelii) – 61 tysięcy wiernych, 1968 zborów
- Asambleas de Dios (Zbory Boże) – 35 500 wiernych, 888 zborów
- Iglesia de Dios de la Profecía – 15 300, 567 zborów
- Iglesia Pentecostal Unida (Zjednoczony Kościół Zielonoświątkowy) – 6275 wiernych, 369 zborów
- Iglesia de Cristo (Kościół Chrystusa) – 4200 wiernych, 91 zborów
- Iglesia Nueva Apostólica (Nowy Kościół Apostolski) – 2593 wiernych, 43 zbory